# The Evil Jeanius
Albums par Blue Sky Black Death
Late Night Cinema
(2008) Slow Burning Lights
(2008)
Albums par Jean Grae
Jeanius
(2008)
The Evil Jeanius est un album collaboratif de Blue Sky Black Death et Jean Grae, sorti le 30 septembre 2008.

## Liste des titres
| No  | Titre                                   | Contient un (des) sample(s) de                                                                                             | Durée |
| --- | --------------------------------------- | --- | ----- |
| 1.  | Shadows Forever                         | Venus in Furs du Velvet Underground                                                                                        | 3:37  |
| 2.  | Ahead of the Game (featuring Blacastan) | | 4:05  |
| 3.  | Strikes                                 | | 4:00  |
| 4.  | Threats (featuring Chen Lo)             | Something's Got a Hold on Me d'Etta James                                                                                  | 4:06  |
| 5.  | Away with Me                            | I'll Try Something New des Supremes, Diana Ross et les Temptations If This World Were Mine de Marvin Gaye et Tammi Terrell | 3:51  |
| 6.  | Even on Your Best Day                   | | 3:23  |
| 7.  | Take It Back                            | | 3:00  |
| 8.  | Lights Out                              | | 3:33  |
| 9.  | Nobody'll Do it for You                 | | 2:53  |
| 10. | It's Still a Love Song                  | | 5:04  |